# 후세인 로조스키
후세인 하산 로조스키(영어: Husayn Hassan Rosowsky, 1991년 4월 10일] ~ )는 영국의 펜싱 선수로 주 종목은 플뢰레이다. 2012년 하계 올림픽에 남자 플뢰레 개인전과 단체전에 출전하였다. 그는 개인전 64강에서 튀니지의 모하메드 사만디에 패하며 탈락하였고, 단체전은 16강전에서 이집트에 승리하였으나, 8강전에서 이탈리아에 패하며 6위로 마감하였다.